# Royaume-Uni au Concours Eurovision de la chanson 1961
Le Royaume-Uni a participé pour la quatrième fois au Concours Eurovision de la chanson, en 1961 à Cannes, en France. La chanson Are You Sure? chantée par le duo The Allisons a été sélectionnée lors d'une finale nationale, dans l’émission A Song for Europe organisée par la BBC.

## A Song for Europe 1961
La finale a eu lieu le 15 février 1961 et a été présenté par Katie Boyle. Les chansons ont été votées par un total de 120 jurés âgés entre 19 et 40ans. qui ont été divisés en 12 jurys de dix dans les villes suivantes : Aberdeen, Glasgow, Belfast, Leeds, Bangor, Manchester, Norwich, Birmingham, Cardiff, Londres, Bristol et Southampton. L'orchestre Eric Robinson a fourni la musique et le soutien vocal a été fourni par les Beryl Stott Singers.

### Finale
- Diffusé sur BBC Television le 15 février 1961

| Artiste                                           | Chanson                | Place | Points |
| ------------------------------------------------- | ---------------------- | ----- | ------ |
| Mark Wynter                                       | Dream Girl             | 4     | 16     |
| Craig Douglas                                     | The Girl Next Door     | 7     | 3      |
| Ricky Valance                                     | Why Can't We?          | 3     | 24     |
| Bryan Johnson                                     | A Place In The Country | 5     | 6      |
| Anne Shelton                                      | I Will Light A Candle  | 6     | 4      |
| Steve Arlen                                       | Suddenly I'm In Love   | 2     | 30     |
| Valerie Masters                                   | Too Late For Tears     | 7     | 3      |
| Teresa Duffy                                      | Tommy                  | 7     | 3      |
| The Allisons                                      | Are You Sure?          | 1     | 31     |
| Le tableau suit l'ordre de passage des candidats. |                        |       |        |

Are You Sure? a remporté la finale nationale et a terminé deuxième du concours.

## À l'Eurovision
Le Royaume-Uni était le 15e pays lors de la soirée du concours, après le Luxembourg et avant l'Italie. À l'issue du vote, le Royaume-Uni a reçu 24 points, se classant 2e sur 16 pays. Il faudrait attendre jusqu'en 1978 pour que le Royaume-Uni ne termine pas dans la première moitié du tableau.

### Points attribués au Royaume-Uni
Chaque pays avait un jury de dix personnes. Chaque membre du jury pouvait donner un point à sa chanson préférée.
| 10 points | 9 points | 8 points             | 7 points | 6 points                       |
| --------- | -------- | -------------------- | -------- | ------------------------------ |
|           |          | - Luxembourg         | - Suisse |                                |
| 5 points  | 4 points | 3 points             | 2 points | 1 point                        |
|           |          | - Espagne - Pays-Bas |          | - Belgique - Danemark - Italie |

### Points attribués par le Royaume-Uni
| 2 points | Finlande Suisse France              |
| 1 point  | Espagne Monaco Autriche Yougoslavie |